# ТЭФИ (премия, 2007)
ТЭ́ФИ — российская национальная телевизионная премия за высшие достижения в области телевизионных искусств. Учреждена фондом «Академия Российского Телевидения» 21 октября 1994 года. Премия должна была стать российским аналогом американской телевизионной премии «Эмми».
Для участия в конкурсе «ТЭФИ—2007» принимались работы, произведённые и впервые вышедшие в эфир на территории России в период с 1 июня 2006 года по 31 мая 2007 года.
В конкурсе «ТЭФИ—2007» не принимали участие телеканалы НТВ и ТНТ.

## Церемония
Тринадцатая церемония награждения проводилась в два этапа. Награждение победителей в номинациях категории «Профессии» состоялось 19 сентября 2007 года, а в номинациях категории «Лица» — 21 сентября 2007 года. Местом проведения обеих церемоний стал Государственный центральный концертный зал «Россия» в Лужниках. В качестве ведущих в церемониях приняли участие Николай Дроздов, Татьяна Лазарева и Александр Пушной, Яна Чурикова, Анастасия Чернобровина, Аврора, Тина Канделаки и Анастасия Заворотнюк. Подготовку и трансляцию в эфире телевизионной версии церемонии награждения в номинациях категории «Лица» выполнил телеканал СТС.

## Победители и финалисты

### Категория «Профессии»
Победители указаны первыми и выделены отдельным цветом 
| Номинации                                               | Победители и финалисты | Производитель | Представляющая организация                                                         |
| ------------------------------------------------------- | --- | --- | ---------------------------------------------------------------------------------- |
| Информационно-аналитическая программа                   | «Вести недели» | ГТК «Телеканал „Россия“» — дирекция информационных программ                                                                                     | ГТК «Телеканал „Россия“»                                                           |
| Информационно-аналитическая программа                   | «Час Пик. Суббота» | Телерадиокомпания «ТВ-2», г. Томск | Телерадиокомпания «ТВ-2», г. Томск                                                 |
| Информационно-аналитическая программа                   | «Неделя с Марианной Максимовской» | Телекомпания «РЕН ТВ» | Телекомпания «РЕН ТВ»                                                              |
| Информационно-развлекательная программа                 | «Истории в деталях» | СТС-Москва, ЗАО «Прайвест-Медиа», продюсерская компания «Студия-КМ»                                                                             | Телеканал «СТС»                                                                    |
| Информационно-развлекательная программа                 | «Другие новости» | «Первый канал» — дирекция информационных программ                                                                                               | «Первый канал»                                                                     |
| Информационно-развлекательная программа                 | «Татьянин день» | Телекомпания «МБ групп» | Телеканал «Домашний»                                                               |
| Музыкальная программа                                   | «Вокзал мечты». «Гидон Кремер» из цикла «Звёздный альбом Юрия Башмета»                                                                                     | ООО «Классик ТВ Интернешнл» по заказу ГТРК «Культура»                                                                                           | ООО «Классик ТВ Интернешнл»                                                        |
| Музыкальная программа                                   | «Жизнь прекрасна» | Телекомпания «Игра» | Телеканал «СТС»                                                                    |
| Музыкальная программа                                   | «Две звезды» | ООО «Катапульта продакшн» | ООО «Катапульта продакшн»                                                          |
| Программа для детей                                     | «Сто вопросов к взрослому» | «АТВ Продакшн» | Телекомпания «ТВ Центр»                                                            |
| Программа для детей                                     | «Переполох» | ОТРК «Югра», г. Ханты-Мансийск | ОТРК «Югра», г. Ханты-Мансийск                                                     |
| Программа для детей                                     | «Без репетиций» | ООО «Студия Класс!» | ООО «Студия Класс!»                                                                |
| Программа о науке (цикл)                                | «Иван Сеченов» из цикла «Гении и злодеи уходящей эпохи» | Телекомпания «Цивилизация» по заказу ОАО «Первый канал»                                                                                         | Телекомпания «Цивилизация»                                                         |
| Программа о науке (цикл)                                | «Чёрные дыры. Белые пятна» | ТРК «Цивилизация» по заказу ГТРК «Культура» | ГТРК «Культура»                                                                    |
| Программа о науке (цикл)                                | «Генная инженерия. Стоит ли её бояться?» из цикла «Атланты. В поисках истины»                                                                              | Телекомпания «Студия-49» | Телекомпания «Студия-49»                                                           |
| Программа об искусстве (цикл)                           | «Александр Вампилов» из цикла «Гении и злодеи уходящей эпохи»                                                                                              | Телекомпания «Цивилизация» по заказу ОАО «Первый канал»                                                                                         | Телекомпания «Цивилизация»                                                         |
| Программа об искусстве (цикл)                           | «Другое кино». «Балканский мальчик» | ООО «Скай Продакшн» | ООО «Скай Продакшн»                                                                |
| Программа об искусстве (цикл)                           | «Очевидец незримого» | Студия «Фишка-фильм» | Студия «Фишка-фильм»                                                               |
| Программа об истории (цикл)                             | «Исторические хроники с Николаем Сванидзе». «1957 год. Ив Монтан против Никиты Хрущёва»                                                                    | ГТК «Телеканал „Россия“» — дирекция информационных программ                                                                                     | ГТК «Телеканал „Россия“»                                                           |
| Программа об истории (цикл)                             | «Гибель „Армении“. Приказано забыть» из цикла «Искатели»                                                                                                   | Телекомпания «Цивилизация» по заказу ОАО «Первый канал»                                                                                         | Телекомпания «Цивилизация»                                                         |
| Программа об истории (цикл)                             | «Битва за Москву» | ООО «Стар Медиа Рашиа» | Телекомпания «ТВ Центр»                                                            |
| Телевизионный документальный фильм                      | «Элегия жизни. Ростропович. Вишневская» | Киновидеостудия «Берег», кинокомпания «Стерх», кинокомпания «Сварог-фильм» (г. Санкт-Петербург)                                                 | Телекомпания «ТВ Центр»                                                            |
| Телевизионный документальный фильм                      | «Про это, про поэта и про Лилю Брик» | «Первый канал» — дирекция документального кино                                                                                                  | «Первый канал»                                                                     |
| Телевизионный документальный фильм                      | «Михаил Таль. Жертва королевы» | ООО «Классик ТВ Интернешнл» | ООО «Классик ТВ Интернешнл»                                                        |
| Телевизионный документальный сериал                     | «Другая война». «Пленные и забытые» | Телевизионный канал «РЕН ТВ» | Телевизионный канал «РЕН ТВ»                                                       |
| Телевизионный документальный сериал                     | «Русские» | Компания «ТелеФормат» | «Первый канал»                                                                     |
| Телевизионный документальный сериал                     | «Безымянный космос». «Экипаж космических обезьян» | ГТРК «Самара», г. Самара | ГТРК «Самара», г. Самара                                                           |
| Телевизионный дизайн канала                             | Формула «Первого» | «Первый канал» — дирекция оформления эфира | «Первый канал»                                                                     |
| Телевизионный дизайн канала                             | Новое оформление канала — ребрендинг канала «ТВ Центр» | Телекомпания «ТВ Центр» | Телекомпания «ТВ Центр»                                                            |
| Телевизионный дизайн канала                             | Графическое оформление российского информационного канала «Вести»                                                                                          | ГТК «Телеканал „Россия“» — отдел дизайна службы развития канала                                                                                 | ГТК «Телеканал „Россия“»                                                           |
| Эфирный промоушн проекта                                | «Остаться в живых». Второй сезон | «Первый канал» — дирекция оформления эфира | «Первый канал»                                                                     |
| Эфирный промоушн проекта                                | Ролик «Битва чемпионов» | ООО «Студия ШАН-дизайн» | Телекомпания «РЕН ТВ»                                                              |
| Эфирный промоушн проекта                                | «К 75-летию со дня рождения Андрея Тарковского» | ГТРК «Культура» | ГТРК «Культура»                                                                    |
| Спортивный комментатор, ведущий спортивной программы    | Дмитрий Губерниев — «Чемпионат мира по биатлону 2007 г. Мужская эстафета»                                                                                  | НП «Российское общество по организации и управлению проектами в области средств массовой информации и массовых коммуникаций» (НП «Росмедиаком») | Общероссийский телевизионный канал «Спорт», ВГТРК                                  |
| Спортивный комментатор, ведущий спортивной программы    | Кирилл Набутов — «Король ринга» | ООО «Катапульта продакшн» | ООО «Катапульта продакшн»                                                          |
| Спортивный комментатор, ведущий спортивной программы    | Анна Дмитриева, Александр Метревели — Финал Кубка Дэвиса 2006. Россия — Аргентина. Матч М. Сафин — Х. Акасусо                                              | ОАО «НТВ-Плюс» | ОАО «НТВ-Плюс»                                                                     |
| Продюсер                                                | Константин Эрнст, Александр Файфман — Телевизионные программы «Звёзды на льду»/«Цирк со звёздами»                                                          | ООО «Телесет»/ООО «Азъ Арт ТВ-продакшн» | ООО «Азъ Арт ТВ-продакшн»                                                          |
| Продюсер                                                | Александр Роднянский, Вячеслав Муругов, Константин Кикичев, Дмитрий Табарчук — Телевизионный художественный сериал «Кадетство»                             | ООО «Киноконстанта» | Телеканал «СТС»                                                                    |
| Продюсер                                                | Сергей Кальварский — Телевизионная программа «Минута славы»                                                                                                | Телекомпания «Сохо Продакшен» | Телекомпания «Сохо Продакшен»                                                      |
| Художник-постановщик                                    | Дмитрий Ликин, Виктор Пронин — Программа «Звёзды на льду»                                                                                                  | ООО «Телесет» | «Первый канал»                                                                     |
| Художник-постановщик                                    | Елена Китаева — Программа «Разночтения» | ООО «Неотел» по заказу ГТРК «Культура» | ГТРК «Культура»                                                                    |
| Художник-постановщик                                    | Александр Гиляревский — Телевизионный художественный сериал «Кадетство»                                                                                    | ООО «Киноконстанта» | Телеканал «СТС»                                                                    |
| Звукорежиссёр                                           | Андрей Пастернак — Программа «Две звезды» | ООО «Катапульта продакшн» | «Первый канал»                                                                     |
| Звукорежиссёр                                           | Александр Фокин — Телевизионный художественный сериал «Завещание Ленина»                                                                                   | Кинокомпания «МакДос» | ГТК «Телеканал „Россия“»                                                           |
| Звукорежиссёр                                           | Светлана Дёгтева — Прямая трансляция оперы «Борис Годунов»                                                                                                 | ГТРК «Культура» | ГТРК «Культура»                                                                    |
| Сценарист телевизионного художественного фильма/сериала | Александр Буравский — «Ленинград» | Кинокомпания «Нон-Стоп Продакшн», «Ленинград Продакшн»                                                                                          | «Первый канал»                                                                     |
| Сценарист телевизионного художественного фильма/сериала | Надежда Птушкина — «Ненормальная» | ОТРК «Югра», г. Ханты-Мансийск | ОТРК «Югра», г. Ханты-Мансийск                                                     |
| Сценарист телевизионного художественного фильма/сериала | Юрий Арабов, Олег Сироткин — «Завещание Ленина» | Кинокомпания «МакДос» | ГТК «Телеканал „Россия“»                                                           |
| Сценарист телевизионного документального фильма/сериала | Леонид Млечин — «Документальное кино Л. Млечина». «Женщины, мечтавшие о власти»                                                                            | Телекомпания «ТВ Центр» | Телекомпания «ТВ Центр»                                                            |
| Сценарист телевизионного документального фильма/сериала | Яна Чурикова, Дмитрий Ткачёв — «День Победы» из цикла «История песни»                                                                                      | Продюсерский Центр «МедиаСфера» | Продюсерский Центр «МедиаСфера»                                                    |
| Сценарист телевизионного документального фильма/сериала | Олег Колин — «Мальчик из Армавира. Необыкновенные вундеркинды»                                                                                             | Кинокомпания «Лекс Фильм» по заказу ГТК «Телеканал „Россия“»                                                                                    | Кинокомпания «Лекс Фильм»                                                          |
| Сценарист телевизионной программы                       | Ирина Изволова — «Острова. Корней Чуковский» | ГТРК «Культура» | ГТРК «Культура»                                                                    |
| Сценарист телевизионной программы                       | Владимир Трухнин, Светослав Пелишенко, Ян Гельман, Ирина Полторак, Игорь Осипов, Олег Россиин, Алексей Каранович, Юрий Стоянов, Илья Олейников — «Городок» | Студия «Позитив TV», г. Санкт-Петербург | ГТК «Телеканал „Россия“»                                                           |
| Сценарист телевизионной программы                       | Людмила Сатушева, Наталья Козаченко, Виктор Славкин — «От всей души»                                                                                       | «АТВ Продакшн» | Телекомпания «ТВ Центр»                                                            |
| Режиссёр телевизионного художественного фильма/сериала  | Александр Буравский — «Ленинград» | Кинокомпания «Нон-Стоп Продакшн», «Ленинград Продакшн»                                                                                          | Кинокомпания «Нон-Стоп Продакшн»                                                   |
| Режиссёр телевизионного художественного фильма/сериала  | Тигран Кеосаян — «Заяц над бездной» | Телевизионная продюсерская компания «2В» | Телевизионная продюсерская компания «2В»                                           |
| Режиссёр телевизионного художественного фильма/сериала  | Николай Досталь — «Завещание Ленина» | Кинокомпания «МакДос» | ГТК «Телеканал „Россия“»                                                           |
| Режиссёр телевизионного документального фильма/сериала  | Александр Сокуров — «Элегия жизни. Ростропович. Вишневская»                                                                                                | Киновидеостудия «Берег», кинокомпания «Стерх», кинокомпания «Сварог-фильм» (г. Санкт-Петербург)                                                 | Телекомпания «ТВ Центр»                                                            |
| Режиссёр телевизионного документального фильма/сериала  | Светлана Быченко — «Острова. Варлам Шаламов» | ГТРК «Культура» | ГТРК «Культура»                                                                    |
| Режиссёр телевизионного документального фильма/сериала  | Альберт Мардашев — «Братья до крови» | Нижегородская государственная областная телерадиостудия «ННТВ», г. Нижний Новгород                                                              | Нижегородская государственная областная телерадиостудия «ННТВ», г. Нижний Новгород |
| Режиссёр телевизионной программы                        | Константин Куц — «Звёзды на льду»/«Цирк со звёздами» | ООО «Телесет»/ООО «Азъ Арт ТВ-продакшн» | ООО «Азъ Арт ТВ-продакшн»                                                          |
| Режиссёр телевизионной программы                        | Михаил Кондалов — «Сто вопросов к взрослому» | «АТВ Продакшн» | «АТВ Продакшн»                                                                     |
| Режиссёр телевизионной программы                        | Андрей Торстенсен — «Русские святыни» | ГТРК «Культура» | ГТРК «Культура»                                                                    |
| Оператор телевизионного художественного фильма/сериала  | Владимир Климов — «Ленинград» | Кинокомпания «Нон-Стоп Продакшн», «Ленинград Продакшн»                                                                                          | «Первый канал»                                                                     |
| Оператор телевизионного художественного фильма/сериала  | Николай Ивасив — «Последний бронепоезд» | ИП «Белпартнёр ТВ» по заказу компании «Централ Партнершип»                                                                                      | Компания «Централ Партнершип»                                                      |
| Оператор телевизионного художественного фильма/сериала  | Алишер Хамидходжаев — «Завещание Ленина» | Кинокомпания «МакДос» | ГТК «Телеканал „Россия“»                                                           |
| Оператор телевизионного документального фильма/сериала  | Егор Жердин, Кирилл Мошкович, Михаил Голубков — «Элегия жизни. Ростропович. Вишневская»                                                                    | Киновидеостудия «Берег», кинокомпания «Стерх», кинокомпания «Сварог-фильм» (г. Санкт-Петербург)                                                 | Телекомпания «ТВ Центр»                                                            |
| Оператор телевизионного документального фильма/сериала  | Михаил Галин — «Сергей Королёв. Достучаться до небес» | ООО «Проспект ТВ» | «Первый канал»                                                                     |
| Оператор телевизионного документального фильма/сериала  | Владимир Иванов — «Братья до крови» | Нижегородская государственная областная телерадиостудия «ННТВ», г. Нижний Новгород                                                              | Нижегородская государственная областная телерадиостудия «ННТВ», г. Нижний Новгород |
| Оператор телевизионной программы                        | Алексей Сеченов — «Две звезды», «Король ринга»/«Звёзды на льду»                                                                                            | ООО «Катапульта продакшн»/ООО «Телесет» | «Первый канал»                                                                     |
| Оператор телевизионной программы                        | Алексей Смирнов — «Русские святыни» | ГТРК «Культура» | ГТРК «Культура»                                                                    |
| Оператор телевизионной программы                        | Юрий Важнов — «Торжественное пасхальное богослужение из Покровского женского монастыря»                                                                    | Телекомпания «ТВ Центр» — главная редакция общественно-политических программ                                                                    | Телекомпания «ТВ Центр»                                                            |

### Категория «Лица»
Победители указаны первыми и выделены отдельным цветом 
| Номинации                                                   | Победители и финалисты                                                                        | Производитель                                                                                                 | Представляющая организация                        |
| ----------------------------------------------------------- | --------------------------------------------------------------------------------------------- | --- | ------------------------------------------------- |
| Информационная программа                                    | «Время»                                                                                       | «Первый канал» — дирекция информационных программ                                                             | «Первый канал»                                    |
| Информационная программа                                    | «Вести»                                                                                       | ГТК «Телеканал „Россия“» — дирекция информационных программ                                                   | ГТК «Телеканал „Россия“»                          |
| Информационная программа                                    | «24». Итоговый выпуск                                                                         | Телевизионный канал «РЕН ТВ»                                                                                  | Телекомпания «РЕН ТВ»                             |
| Ведущий информационной программы                            | Екатерина Андреева — «Время»                                                                  | «Первый канал»                                                                                                | «Первый канал»                                    |
| Ведущий информационной программы                            | Андрей Норкин — «Сейчас в России»                                                             | Телекомпания «Эхо»                                                                                            | Телекомпания «Эхо»                                |
| Ведущий информационной программы                            | Дмитрий Киселёв, Мария Ситтель — «Вести»                                                      | ГТК «Телеканал „Россия“» — дирекция информационных программ                                                   | ГТК «Телеканал „Россия“»                          |
| Ведущий информационно-аналитической программы               | Пётр Толстой — «Воскресное Время»                                                             | «Первый канал»                                                                                                | «Первый канал»                                    |
| Ведущий информационно-аналитической программы               | Марианна Максимовская — «Неделя с Марианной Максимовской»                                     | Телекомпания «РЕН ТВ»                                                                                         | Телекомпания «РЕН ТВ»                             |
| Ведущий информационно-аналитической программы               | Юлия Мучник — «Час Пик. Суббота»                                                              | Телерадиокомпания «ТВ-2», г. Томск                                                                            | Телерадиокомпания «ТВ-2», г. Томск                |
| Репортёр                                                    | Сергей Пашков — «Вести недели». «Гражданская война в Секторе Газа»                            | ГТК «Телеканал „Россия“» — дирекция информационных программ                                                   | ГТК «Телеканал „Россия“»                          |
| Репортёр                                                    | Дмитрий Сошин — «Бухенвальд»                                                                  | «Первый канал» — дирекция информационных программ                                                             | «Первый канал»                                    |
| Репортёр                                                    | Любовь Камырина — «Истории в деталях»                                                         | СТС-Москва, ЗАО «Прайвест-Медиа», продюсерская компания «Студия-КМ»                                           | Телеканал «СТС»                                   |
| Специальный репортаж, журналистское расследование           | «Анна Политковская. Последнее интервью»                                                       | Телекомпания «Совершенно секретно»                                                                            | Телекомпания «Совершенно секретно»                |
| Специальный репортаж, журналистское расследование           | «Знамя Победы» из цикла «Время Победы» программы «Время»                                      | «Первый канал» — дирекция информационных программ                                                             | «Первый канал»                                    |
| Специальный репортаж, журналистское расследование           | «В добрый путь!». «Специальный корреспондент»                                                 | ГТК «Телеканал „Россия“» — дирекция информационных программ, студия «Авторская программа Александра Хабарова» | ГТК «Телеканал „Россия“»                          |
| Ток-шоу                                                     | «Закрытый показ». «Изображая жертву»                                                          | ООО «Максима Групп»                                                                                           | «Первый канал»                                    |
| Ток-шоу                                                     | «Культурная революция»                                                                        | Продюсерский центр «Игра-ТВ»                                                                                  | Продюсерский центр «Игра-ТВ»                      |
| Ток-шоу                                                     | «Пусть говорят». «Чужой монастырь»                                                            | ООО «Новая Компания ТВ»                                                                                       | ООО «Новая Компания ТВ»                           |
| Ведущий ток-шоу                                             | Лолита Милявская — «Лолита. Без комплексов». «Испытание войной — рождение или гибель чувств?» | ООО «Максима Групп»                                                                                           | ООО «Максима Групп»                               |
| Ведущий ток-шоу                                             | Татьяна Веденеева — «Татьянин день»                                                           | Телекомпания «МБ групп»                                                                                       | Телеканал «Домашний»                              |
| Ведущий ток-шоу                                             | Андрей Малахов — «Пусть говорят». «Валентина Леонтьева: от всей души»                         | ООО «Новая Компания ТВ»                                                                                       | «Первый канал»                                    |
| Развлекательная программа: образ жизни                      | «Едим дома!»                                                                                  | Продюсерский центр Андрея Кончаловского                                                                       | Продюсерский центр Андрея Кончаловского           |
| Развлекательная программа: образ жизни                      | «Контрольная закупка»                                                                         | Компания «Танго»                                                                                              | Компания «Танго»                                  |
| Развлекательная программа: образ жизни                      | «Малахов+». «Одуванчик от 100 болезней»                                                       | ООО «Максима Групп»                                                                                           | «Первый канал»                                    |
| Развлекательная программа: юмор                             | «Вечер с Максимом Галкиным»                                                                   | Телекомпания «Сохо Продакшен»                                                                                 | «Первый канал»                                    |
| Развлекательная программа: юмор                             | «Городок»                                                                                     | Студия «Позитив TV», г. Санкт-Петербург                                                                       | ГТК «Телеканал „Россия“»                          |
| Развлекательная программа: юмор                             | «Слава Богу, ты пришёл!»                                                                      | ООО «Киноконстанта»                                                                                           | Телеканал «СТС»                                   |
| Развлекательная программа: игра                             | «Король ринга»                                                                                | ООО «Катапульта продакшн»                                                                                     | ООО «Катапульта продакшн»                         |
| Развлекательная программа: игра                             | «Минута славы»                                                                                | Телекомпания «Сохо Продакшен»                                                                                 | Телекомпания «Сохо Продакшен»                     |
| Развлекательная программа: игра                             | «Звёзды на льду»                                                                              | ООО «Телесет»                                                                                                 | «Первый канал»                                    |
| Ведущий развлекательной программы                           | Иван Ургант — «Цирк со звёздами»                                                              | ООО «Азъ Арт ТВ-продакшн»                                                                                     | ООО «Азъ Арт ТВ-продакшн»                         |
| Ведущий развлекательной программы                           | Максим Галкин — «Вечер с Максимом Галкиным»                                                   | Телекомпания «Сохо Продакшен»                                                                                 | «Первый канал»                                    |
| Ведущий развлекательной программы                           | Лолита Милявская, Александр Цекало — «Две звезды»                                             | ООО «Катапульта продакшн»                                                                                     | ООО «Катапульта продакшн»                         |
| Телевизионный художественный фильм, мини-сериал             | «Ленинград»                                                                                   | Кинокомпания «Нон-Стоп Продакшн», «Ленинград Продакшн»                                                        | Кинокомпания «Нон-Стоп Продакшн»                  |
| Телевизионный художественный фильм, мини-сериал             | «Турецкий гамбит»                                                                             | Студия «ТриТэ» Никиты Михалкова                                                                               | «Первый канал»                                    |
| Телевизионный художественный фильм, мини-сериал             | «Ненормальная»                                                                                | ОТРК «Югра», г. Ханты-Мансийск                                                                                | ОТРК «Югра», г. Ханты-Мансийск                    |
| Телевизионный художественный сериал                         | «Завещание Ленина»                                                                            | Кинокомпания «МакДос»                                                                                         | ГТК «Телеканал „Россия“»                          |
| Телевизионный художественный сериал                         | «Офицеры»                                                                                     | ООО «Кино-Про»                                                                                                | Компания «Централ Партнершип»                     |
| Телевизионный художественный сериал                         | «План Б»                                                                                      | ООО «Люксфильм»                                                                                               | ООО «Феникс-фильм»                                |
| Исполнитель мужской роли в телевизионном фильме/сериале     | Андрей Толубеев — «Капитанские дети»                                                          | ООО «АртЮнис»                                                                                                 | ООО «АртЮнис»                                     |
| Исполнитель мужской роли в телевизионном фильме/сериале     | Алексей Макаров — «Офицеры»                                                                   | ООО «Кино-Про»                                                                                                | Компания «Централ Партнершип»                     |
| Исполнитель мужской роли в телевизионном фильме/сериале     | Алексей Маклаков — «Прапорщик, Ё-Моё»                                                         | Продюсерский центр «ЛЕАН-М»                                                                                   | Продюсерский центр «ЛЕАН-М»                       |
| Исполнительница женской роли в телевизионном фильме/сериале | Ольга Сутулова — «Ленинград»                                                                  | Кинокомпания «Нон-Стоп Продакшн», «Ленинград Продакшн»                                                        | Кинокомпания «Нон-Стоп Продакшн»                  |
| Исполнительница женской роли в телевизионном фильме/сериале | Алиса Фрейндлих — «Женская логика — 5»                                                        | Киностудия «Вертикаль»                                                                                        | Телекомпания «ТВ Центр»                           |
| Исполнительница женской роли в телевизионном фильме/сериале | Ольга Прокофьева — «Ненормальная»                                                             | ОТРК «Югра», г. Ханты-Мансийск                                                                                | ОТРК «Югра», г. Ханты-Мансийск                    |
| Специальный проект                                          | День Победы на «Первом канале»                                                                | «Первый канал»                                                                                                | «Первый канал»                                    |
| Специальный проект                                          | «Настоящий герой»                                                                             | ТРК «Петербург — Пятый канал», г. Санкт-Петербург                                                             | ТРК «Петербург — Пятый канал», г. Санкт-Петербург |
| Специальный проект                                          | «История государства Российского» (мультимедийный проект)                                     | ООО «Стар Медиа Рашиа»                                                                                        | Телекомпания «ТВ Центр»                           |
| «За личный вклад в развитие российского телевидения»        | Дроздов Николай Николаевич                                                                    | |                                                   |
| Специальный приз Академии Российского телевидения           | Программа «Взгляд». Двадцатилетие выхода в эфир. Телекомпания «ВИD»                           | |                                                   |